# Nivillers
Nivillers település Franciaországban, Oise megyében. Lakosainak száma 211 fő (2022. január 1.). Nivillers Bonlier, Fouquerolles, Laversines, Therdonne, Tillé és Velennes községekkel határos.

## Népesség
A település népességének változása:
| Lakosok száma | 180  | 185  | 213  | 188  | 188  | 189  | 199  | 205  | 211  |
|               | 2013 | 2015 | 2016 | 2017 | 2018 | 2019 | 2020 | 2021 | 2022 |